# Vozera Arechaŭskaje
Vozera Arechaŭskaje (vitryska: Возера Арэхаўскае) är en sjö i Belarus.   Den ligger i voblasten Brests voblast, i den sydvästra delen av landet, 400 km sydväst om huvudstaden Minsk. Vozera Arechaŭskaje ligger 155 meter över havet. Arean är 4,2 kvadratkilometer. Den sträcker sig 2,3 kilometer i nord-sydlig riktning, och 3,0 kilometer i öst-västlig riktning.
Omgivningarna runt Vozera Arechaŭskaje är en mosaik av jordbruksmark och naturlig växtlighet. Runt Vozera Arechaŭskaje är det ganska glesbefolkat, med 21 invånare per kvadratkilometer.